# 탕이신
탕이신(중국어 간체자: 唐艺昕, 정체자: 唐藝昕, 병음: Táng Yìxīn, 한자음: 당예흔, 1987년 12월 9일~)은 중화인민공화국의 배우로 본명은 본명: 탕팅(중국어: 唐婷, 병음: Táng Tíng, 한자음: 당정)이다.

## 작품 목록

### 드라마
- 2011년 베이징 텔레비전 품질극장 《후궁견환전》 - 기귀인 역
- 2012년 후난위성텔레비전 금응독파극장 《성뉘의 대가》 - 쑤리 역
- 2013년 후난위성텔레비전 금응독파극장 《백만신부지애무회》 - 엽령 역
- 2013년 동방 위성 텔레비전 동방극장 《수당연의》 - 단영영 역
- 2013년 후난위성텔레비전 금응독파극장 《육정전기》 - 심벽 역
- 2014년 후난위성텔레비전 금응독파극장 《가유애인》 - 런무옌 역
- 2015년 후난위성텔레비전 금응독파극장 《활색생향》 - 향설음 역
- 2015년 닝보 텔레비전 가화극장 《신상착화교》 - 양운우 역
- 2016년 후난위성텔레비전 찬석독파극장 《청구호전설》 - 종청 역
- 2016년 후난위성텔레비전 금응독파극장 《인위애정유행복》 - 로소남 역
- 2016년 후난위성텔레비전 찬석독파극장 《주선청운지》 - 전영아 역
- 2016년 텐센트 웹드라마 《주선청운지 2》 - 전영아 역
- 2017년 장쑤 위성 텔레비전 행복극장 《대군사사마의》 - 문덕황후 역
- 2017년 텐센트 웹드라마 《독보천하 : 황태극의 여인》 - 예허나라 푸이야마라 역
- 2020년 중국중앙텔레비전 황금강당극장 《녹정기》 - 화석각순장공주 역
- 2021년 저장 위성 텔레비전 중국람극장 《교씨네 아들 딸》 - 샹난팡 역
- 2021년 후난위성텔레비전 금응독파극장 《소민가》 - 리우샤오지에 역